# Helmut Borchardt
Helmut Borchardt (Woedtke, 1 de agosto de 1917 — Küstrin, 18 de março de 1945) foi um oficial alemão que serviu durante a Segunda Guerra Mundial. Foi condecorado com a Cruz de Cavaleiro da Cruz de Ferro com Folhas de Carvalho.

## Condecorações
- Cruz de Ferro (1939)
  - 2ª classe (3 de fevereiro de 1941)
  - 1ª classe (30 de março de 1943)
- Cruz de Cavaleiro da Cruz de Ferro (30 de abril de 1943) como Unteroffizier e Gruppenführer no 2./Grenadier-Regiment 409
  - 828ª Folhas de Carvalho (14 de abril de 1945, postumamente) como Oberfeldwebel e comandante da Companhia "Borchardt"/Regimento "Kohlmann